# Aubergina
Cet article concerne le papillon tropical. Pour la plante potagère et pour la couleur à laquelle elle a donné son nom, voir Aubergine et Aubergine (couleur).
Genre
Aubergina est un genre d'insectes lépidoptères (papillons) de la famille des Lycaenidae et de la sous-famille des Theclinae présents en Amérique.

## Dénomination
Le genre a été décrit par Kurt Johnson (d) en 1991.

## Liste des espèces
- Aubergina alda (Hewitson, 1868), présent au Brésil et en Guyane.
- Aubergina hesychia (Godman & Salvin, [1887]) présent au Costa Rica.
- Aubergina hicetas (Godman & Salvin, 1887), présent au Mexique.
- Aubergina paetus (Godman & Salvin, 1887), présent au Panama.
- Aubergina vanessoides (Prittwitz, 1865), présent au Brésil[1].

## Répartition
Les Arumecla sont présents en Amérique centrale et Amérique du Sud.